# Fadogiella stigmatoloba
Fadogiella stigmatoloba är en måreväxtart som först beskrevs av Karl Moritz Schumann, och fick sitt nu gällande namn av Robyns. Fadogiella stigmatoloba ingår i släktet Fadogiella och familjen måreväxter. Inga underarter finns listade i Catalogue of Life.